# Ave Maria no Morro
"Ave Maria no Morro" é uma canção composta por Herivelto Martins e gravada por seu Trio de Ouro em 1942. 

## Informação
A canção narra que os moradores de uma favela carioca (referenciados apenas como "morro") rezam uma Ave-Maria coletiva pedindo uma vida melhor antes de se retirarem para seus barracões durante o anoitecer.
Entusiasmado com a canção que acabara de compor, Martins resolveu interpretá-la para o amigo Benedito Lacerda com seu Trio de Ouro.
Certo tempo depois, o Trio de Ouro gravou a canção, que se transformou num enorme sucesso. A canção também foi regravada pela banda de heavy metal e hard rock, Scorpions no EPWhite Dove e no Álbum Live Bites em castelhano.
A música também aparece no álbum Live Bites, que traz faixas gravadas ao vivo em várias partes do mundo. Ave Maria no Morro foi cantada para à platéia mexicana. Porém, a letra pouco tem a ver com o original em português, mas a a melodia é a mesma.
Em 1964, a música foi gravada em espanhol pelo grupo sueco Hootnanny SIngers que era liderada por Björn Ulvaeus, que depois nos anos 70 ficou mais conhecido por ser um dos integrantes e criadores do grupo ABBA.
Com o título "Ave Maria", esta música foi gravada também pelo famoso cantor húngaro Zámbó Jimmy, conhecido como "The King", que morreu aos 42 anos, em 2001, vítima de um suicídio acidental.